# ケイシー・マスグレイヴス
ケイシー・マスグレイヴス (Kacey Musgraves、1988年8月21日 - ) は、アメリカ合衆国のカントリー・ミュージック・アーティスト。自費出版により3枚のアルバムを発表し、その後、2007年にUSAネットワークのオーディション番組『Nashville Star』に出演し第7位となった。
2012年、イギリスで行なわれたレディ・アンテベラムのアルバム『Own the Night』に伴うツアーに同行。同年、マーキュリー・レコードと契約し、ソロ・デビュー・シングル「Merry Go 'Round」を発表。この曲は2013年3月19日に発表された、シェイン・マカナリーとルーク・レアードとの共同プロデュースによるアルバム『Same Trailer Different Park』に収録されている。また2013年、ミランダ・ランバートにシングル曲「Mama's Broken Heart」を提供。
マスグレイヴスとトレント・ダブスによる共作「Undermine」が、2012年10月17日、ABCのドラマ『ナッシュビル』で使用された。第48回ACMアワードにおいて最優秀女性ボーカリスト賞など4部門にノミネートされた。自費出版から数えて4枚目のアルバム『Same Trailer Different Park』は初動売上42,000枚で第2位発進となった。

## 来歴

### 生い立ち
1988年8月21日、テキサス州で芸術家の母カレンと小さな印刷屋を営む父クレイグの間に生まれる。予定より6週間早く生まれ、出生時はわずか5ポンド（約2268グラム）しかなかった。写真家のケリー・クリスティーン・サットンは妹である。
8歳から曲を書き始め、自らの小学校卒業にあたっては「Notice Me」という曲を書いた。初めて習った楽器はマンドリンで、12歳から地元の音楽家ジョンのもとでギターを習い始めた。ケイシーは後にこのことを「今までで最も重要な出来事の一つ」と語っている。18歳でカントリー・ミュージックを始め、母に地元の音楽フェスティバルに連れていかれて曲を披露したこともあった。2006年にミネソタ高校を卒業。

### 2008年-2014年 デビューと音楽活動の始まり
オースティンに住んでいた2008年にミュージシャンとしての才能を見出され、2012年にはワンリパブリックの「Apologize」とマイリー・サイラスの「See You Again」のカバーがアコースティック・バージョンでTriple Popよりデジタル配信された。「Apologize」は2014年2月15日のビルボード・ホット・シングル・チャートで23位を獲得し、Spotifyで3100万回以上再生された。2018年3月30日、10周年を記念してこの2曲をリミックス、リマスタリングした『Acoustic EP』がデジタル配信された。
2012年、マーキュリー・レコードと契約を結びソロ・デビュー・シングル「Merry Go Round」をリリースした。この曲は2013年3月19日にリリースされた、シェイン・マカナリーとルーク・レアードとの共同プロデュースによるアルバム『Same Trailer Different Park』に収録されている。このアルバムからシングルとして「Blowin Smoke」「Follow　Your　Arrow」がリリースされた。ローリング・ストーン・マガジンは「Follow Your Arrow」を「最も素晴らしいカントリーソング100曲」39位に挙げ、マスグレイヴスを「前進的な価値観を受け入れる若いカントリーミュージシャンの象徴の一人」と評している。
2012年10月17日にはトレント・ダブスとの共作「Undermine」がテレビ番組『ナッシュビル』で取り上げられた。
また2013年にはミランダ・ランバートとシングル「Mama's Broken Heart」を共作した。

## ディスコグラフィ

### スタジオ・アルバム
- Same Trailer Different Park (2013年)
- Pageant Material (2015年)
- A Very Kacey Christmas (2016年)
- 『ゴールデン・アワー』 - Golden Hour (2018年)
- 『スター・クロスト』 - Star-Crossed (2021年)

## 受賞歴
| 年   | 主催        | 部門                                                                          | 結果       |
| ---- | ----------- | ----------------------------------------------------------------------------- | ---------- |
| 2013 | ACMアワード | 最優秀新人女性アーティスト賞                                                  | ノミネート |
| 2013 | ACMアワード | 最優秀女性ヴォーカリスト賞                                                    | 未決定     |
| 2013 | ACMアワード | 最優秀ミュージック・ビデオ賞 - Merry Go 'Round (アーティストおよび監督として) | 未決定     |